# 25518 Paulcitrin
25518 Paulcitrin è un asteroide della fascia principale. Scoperto nel 1999, presenta un'orbita caratterizzata da un semiasse maggiore pari a 2,7508548 UA e da un'eccentricità di 0,0318111, inclinata di 6,32029° rispetto all'eclittica.